# Ulrich Petrak
Ulrich Petrak (* 12. September 1753 in Königseck; † 6. Juli 1814 in Ravelsbach) war ein österreichischer katholischer Theologe, Lyriker und Sachbuchautor.  
Petrak trat 1771 in Melk in den Benediktinerorden ein und wurde Theologieprofessor am Stiftsgymnasium Melk. Am 1. Juni 1786 wurde er zum Prior von Stift Melk gewählt, das er liberal leitete. 
Seine Gedichte wurden unter anderem im Wienerischen Musenalmanach veröffentlicht. Mit den Benediktinermönchen Maximilian Stadler (Komponist) und Gregor Mayer (Autor) befreundet, stand Petrak auch mit zahlreichen anderen Autoren in regem Kontakt und empfing im Stift unter anderem Johann Baptist von Alxinger, Aloys Blumauer, Christoph Meiners und Ludwig Timotheus Spittler. 
Ab 1789 lebte er als Administrator der Stiftsherrschaft in Ravelsbach, wo er 1814 starb. Bedeutsam ist auch seine dort verfasste Anleitung über den Safrananbau.

## Werke
- XII Lieder von Gellert für das Klavier in Musique gesetzt, von Maximilian Stadler vertonte Gedichte
- Geistliche Lieder für das Landvolk, Wien, Gerold, o. J.
- Praktischer Unterricht, den Niederösterreicher Safran zu bauen, Wien und Prag, Schönfeld’sche Niederlage, 1797